# ريكارد وولف
جان ريكاردو وولف (بالسويدية: Jan Rikard Wolff) (مواليد 8 أبريل 1958 - 17 نوفمبر 2017)، هو ممثل ومغني ومسرحي سويدي بدأ مسيرته الفنية سنة 1980. شارك بالتمثيل بالمسرحية العالمية في انتظار غودو. وكان فارس من فرسان الشرف لعمله مع الموسيقى الفرنسية. كما حصل على جائزة غراميس، وحصل على جائزة الأكاديمية السويدية للمسرح لعام 2017. وهو شخص مثلي الجنس بشكلٍ علني.

## الأعمال
1988: Lethal Film|Livsfarlig film
- 1990: Blankt vapen
- 1990: Den svarta cirkeln (TV series)
- 1990: Honungsvargar
- 1992: Jönssonligan & den svarta diamanten
- 1992: Änglagård
- 1994: Zorn
- 1994: Änglagård – andra sommaren
- 1994: الأسد الملك (بالنسخة السويدية)
- 2000: الطريق الي الدورادو (بالنسخة السويدية)
- 2000: Gossip
- 2001: Så vit som en snö
- 2004: Tre solar
- 2008: Angel
- 2010: Så olika
- 2010: Änglagård – tredje gången gillt
- 2010: أليس في بلاد العجائب (بالنسخة السويدية)
- 2015: En underbar jävla jul
- 2017: Jakten på Tidskristallen

## وصلات خارجية
- ريكارد وولف على موقع IMDb (الإنجليزية)
- ريكارد وولف على موقع ميتاكريتيك (الإنجليزية)
- ريكارد وولف على موقع روتن توميتوز (الإنجليزية)
- ريكارد وولف على موقع ألو سيني (الفرنسية)
- ريكارد وولف على موقع ميوزك برينز (الإنجليزية)
- ريكارد وولف على موقع أول موفي (الإنجليزية)
- ريكارد وولف على موقع قاعدة بيانات الأفلام السويدية (السويدية)
- ريكارد وولف على موقع أول ميوزيك (الإنجليزية)
- ريكارد وولف على موقع ديسكوغز (الإنجليزية)
- ريكارد وولف على موقع قاعدة بيانات الفيلم (الإنجليزية)